# Porsangerfjorden
El fiord de Porsanger (en noruec: Porsangerfjord) és un fiord del mar de Barents localitzat a la part septentrional de la península escandinava i pertany a Noruega, concretament al comtat de Finnmark.
El fiord té una longitud de 123 quilòmetres i així és el quart més gran en longitud de tota Noruega, abastant els municipis de Nordkapp, Porsáŋgu i Davvesiidda.
A la part més interna del fiord trobem la localitat de Lakselv.